# 몬도마닐라
몬도마닐라(Mondomanila)는 2012년 개봉한 필리핀의 범죄 코미디 드라마 영화이다.

## 출연

### 주연
- 티모시 마발롯
- 마리페 네세시토
- 팔리토

## 기타
- 원작자: 노먼 윌웨이코